# Мэпплторп, Роберт
Роберт Мэпплторп (англ. Robert Mapplethorpe; 4 ноября 1946, Флорал-Парк, штат Нью-Йорк — 9 марта 1989, Бостон, США) — американский художник, известный своими гомоэротическими фотографиями.

## Биография
Родился 4 ноября 1946 года. В 1963 году начал обучение в институте Пратта на факультете изящных искусств. Свои первые фотографии Мэпплторп сделал при помощи полароида. Так же, «Полароид», называлась и первая выставка фотографа, открывшаяся в 1976 году в Метрополитен-музее. В 1968 году он встретил певицу Патти Смит, с которой переехал в отель Челси в Манхэттене в 1970 году. В середине 1970-х годов Мэпплторп начал снимать друзей и знакомых. С того момента как он встретил Бенджамина Грина, звезду порнофильмов, фотограф увлёкся гомоэротизмом и снимками обнаженного человеческого тела. На протяжении 1980-х годов Мэпплторп сконцентрировался на снимках обнажённой натуры, цветов (особенно орхидей) и портретах знаменитостей.

«Мужской член и, например, цветок — равноизящны. Есть люди, которые не могут это признать. Для меня это очевидно…».
Одной из самых известных работ фотографа является «Мужчина в костюме из полиэстера» (1980). Мэпплторп сделал большинство своих фотографий в студии. Роберт провёл много выставок, побывал в 50 городах на 3 континентах и создал яркие шедевры, многие из которых не утратили своей ценности. Например, портрет Энди Уорхола, который был продан лотом на аукционе Christie’s в 2006 году уже после смерти фотографа за 643 200 долларов США, входит в список самых дорогих фоторабот. На одной из выставок несколько его фотографий конфисковали. Поводом послужила открытость с которой Роберт подходил в частности к мужскому полу. Эта открытость также и выявляла его собственные сексуальные предпочтения.
Когда стало известно, что Мэпплторп болен СПИДом, цена его фотографий резко возросла. Он скончался утром 9 марта 1989 года в Бостоне от осложнений, вызванных СПИДом. Прах был захоронен в могиле матери на римско-католическом кладбище Святого Иоанна в Куинсе.

## Признание
В 2006 году портрет Энди Уорхола работы Мэплторпа был продан на аукционе за $643,200.